# Prasophyllum sargentii
Prasophyllum sargentii là một loài thực vật có hoa trong họ Lan. Loài này được (Nicholls) A.S.George miêu tả khoa học đầu tiên năm 1971.